# 音智殿茂金
音智殿茂金（琉球語：／ ；？—？），號月清，是琉球國第一代聞得大君。她是尚圓王之女，為宇喜也嘉所生。她也是尚真王之妹。
尚真王在位期間，實行中央集權化和祭政一致的政策，將各地祝女的控制權收歸中央朝廷。同時設立聞得大君職務，作為全國最高級別的祝女，任命音智殿茂金為第一代聞得大君。她無子女，死後葬於玉陵，神主安置於天界寺。